# HMAS Gladmor
HMAS „Gladmor” – australijski okręt pomocniczy (auxiliary patrol boat) należący do Naval Auxiliary Patrol w okresie II wojny światowej.

## Historia

### Minnehaha
Jacht motorowy „Minnehaha” został zbudowany w Perth w 1907 przez T. R. Hilla i został wodowany w 1908.  Jacht mierzył 12,8 m długości, 3,85 m szerokości i do 1,07 m zanurzenia.  Kadłub jachtu wykonany był z drewna jarrah (Eucalyptus marginata).  Napęd jachtu stanowił 12-konny silnik Smalley Motor, prędkość maksymalna jednostki wynosiła dziewięć węzłów.  Pierwszym właścicielem jachtu był mieszkający w Perth hurtownik drewna Arthur B. Bunning (założyciel istniejącej do dziś sieci Bunnings Warehouse).  Pojemność jachtu wynosiła 7 GT, 6 (Net).

### Gladmor
28 grudnia 1922 jacht został sprzedany perthskiemu prawnikowi Morrisowi Crawcourowi który zmienił nazwę jachtu na „Gladmor”.

### HMAS Gladmor
Po wybuchu II wojny światowej właściciel łodzi zaoferował jej darmowe przekazanie na rzecz wysiłku wojennego, 10 lipca 1942 jacht został zmobilizowany i w tym samym dniu wszedł do służby jako HMAS „Gladmor” (713).  Okręt służył jako patrolowiec Naval Auxiliary Patrol na wodach Australii Zachodniej.  Do służby został uzbrojony w pojedynczy karabin maszynowy Vickers i dziesięć bomb głębinowych (dwie bomby według innego źródła).  Według jednego źródła, w tym czasie jednostka była napędzana 6-cylindrowym silnikiem Gray o mocy 64 KM.
17 października 1943 okręt wyszedł z Fremantle na patrol, ale wkrótce po tym na okręcie wybuchł pożar który całkowicie go wypalił.